# Урожайное (Приморский край)
Урожа́йное — село в Лесозаводском городском округе Приморского края России.

## География
Село Урожайное — спутник города Лесозаводск, примыкает к его северо-восточной окраине.
Западнее села проходит железная дорога.

## Население
| 2002 | 2007  | 2010 |
| ---- | ----- | ---- |
| 923  | ↗1021 | ↘818 |

## Улицы
| - ул. Весенняя, - пер. Высотный, - ул. Комарова, - ул. Коммунаров, | - ул. Майская, - ул. Олимпийская, - ул. Постышева, - ул. Репина, | - ул. Солнечная, - ул. Суханова, - ул. Урожайная. |

## Экономика
Жители занимаются сельским хозяйством.

## Инфраструктура
В окрестностях села находятся дачные участки жителей Лесозаводска.